# حمیدیه (جیحان)
حمیدیه (به ترکی استانبولی: Hamidiye) یک منطقهٔ مسکونی در ترکیه است که در جیحان واقع شده‌است.